# Томашівка (Берестейський район)
Томашівка (біл. Тамашоўка) — агромістечко в Берестейському районі Берестейської області Білорусі. Адміністративний центр Томашівської сільської ради. Знаходиться за 69 км на південь від Берестя, за 1 км від залізничної станції Влодава, на заході — річка Західний Буг і державний кордон Білорусі з Польщею, з'єднана з Берестям шосейною дорогою. Належить до української етнічної території та є частиною Берестейщини.
У 1978 році було засновано музей космонавтики, єдиний у своєму роді в Білорусі.